# Busch (Belgique)
Pour les articles homonymes, voir Busch.
Busch est un village de la commune belge de Lontzen situé en Communauté germanophone de Belgique dans la province de Liège en Région wallonne.
Avant la fusion des communes de 1977, Busch faisait déjà partie de la commune de Lontzen.

## Situation
Busch est le prolongement ouest du village de Lontzen. Ce village très étendu se situe en rive gauche et sur le versant occidental du Lontzenerbach, un affluent de la Gueule. De nombreuses constructions récentes de type pavillonnaire ont considérablement augmenté le nombre d'habitations de la localité portant celles-ci à plus de 150.

## Patrimoine
Le chœur de la chapelle Sainte Anne (St Anna Kapelle) date de 1696. Le reste de l'édifice a été reconstruit d'après les plans de l'architecte allemand Max Keuchen en 1898. Le bâtiment en moellons de grès avec contreforts et encadrements en pierre de taille possède une nef de trois travées et un clocheton à cheval. La chapelle est reprise sur la liste du patrimoine immobilier classé de Lontzen. 
La localité et les campagnes environnantes comptent plusieurs anciennes fermes : Hof Klieflap, Hof Pfuhl, Hof Kardeel, Hof Wau ainsi qu'un ancien moulin à eau le long du Lontzenerbach.